# Hyblaea aterrima
Hyblaea aterrima is een vlinder uit de familie van de Hyblaeidae. De wetenschappelijke naam van de soort is voor het eerst geldig gepubliceerd in 1900 door William Jacob Holland.